# Touché (Comic)
Touché (französisch für berührt, getroffen) ist ein Comic-Strip von Thomas Körner. Thema des Comic-Strips ist das Leben in Berlin. Die Figuren werden in den dreibildrigen Comics mit tückischen Alltagssituationen konfrontiert, die sie mit Witz meistern.

## Veröffentlichung
Touché erscheint seit 1991 täglich in der taz auf der Satireseite Die Wahrheit. Einige Strips erschienen auch im Stadtmagazin Zitty und in anderen Tageszeitungen, beispielsweise der Badischen Zeitung oder der mittlerweile eingestellten Schweizer Pendlerzeitung metropol. Touché-Streifen mit Fahrradbezug waren bis zum Jahr 1999 im ADFC-Magazin Radwelt zu sehen.

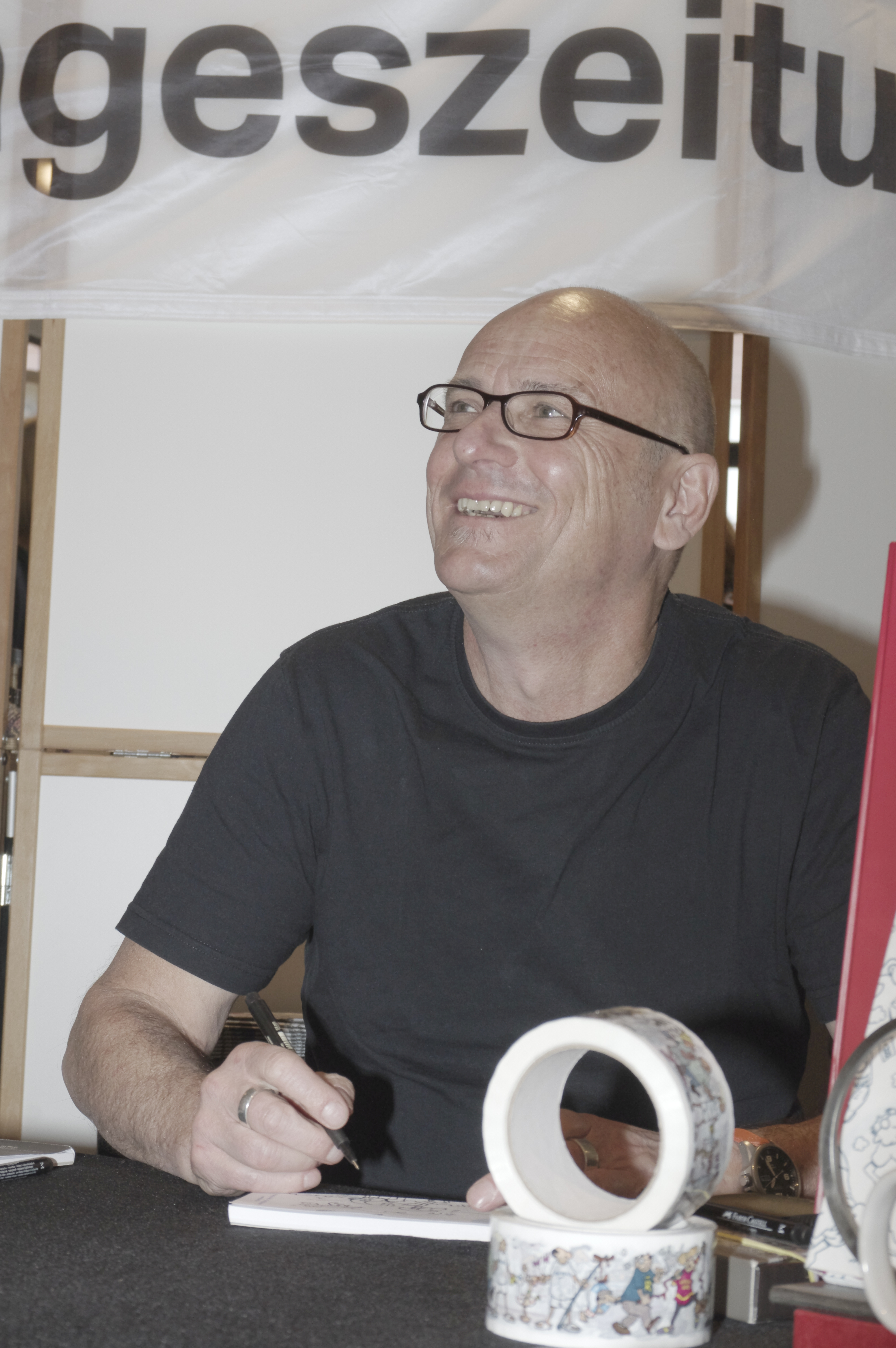
Thomas Körner bei der Signierstunde der taz (2019)

Bislang 18 Sammelbände (TOM 500 bis TOM 9000), auch Ziegel genannt, vereinen jeweils 500 Touché-Strips. Die ersten beiden jeweils 1000 Strips umfassenden Bände wurden später durch je zwei 500-Strip-Bände ersetzt. Weitere Fanartikel sind ein Gedächtnisspiel, ein Kartenspiel, jährlich erscheinende Kalender sowie ein 1000-teiliges Puzzle.
Als die taz im Frühjahr 2010 eine Woche lang von jungen Mitarbeitern geleitet wurde, die auf Touché verzichteten, beschwerten sich viele Leser. Mit der Rückkehr zur bisherigen Leitung wurde auch der tägliche Abdruck der Strips wieder aufgenommen.

## Charaktere
Zu den ständigen Figuren der Serie zählen:
- die Oma am Postschalter (verlangt meist eine Eine-Mark-Marke) und ihr Gegenspieler, ein meist schlafender Postbeamter
- ein Portier-Teufel in der Hölle und sein Mitarbeiter Schulz
- die Bademeister im Schwimmbad
- ein kleiner Junge mit großem Respekt vor dem 10-m-Brett
- ein sehr gefährlicher kleiner Junge mit Sandschaufel und großer Verteidigungsbereitschaft des Sandkastens
- eine Baum-Umarmerin
- zwei missionierende, ältere Damen einer kleinen religiösen Gemeinschaft, deren Auftreten und in der Hand gehaltenen Zeitschriften (Titel: Hanni und Nanni) Ähnlichkeiten mit den Zeugen Jehovas hat
- das Ehepaar Pachulke
- Ralf, der ständig mit dem Rauchen aufhören will und von Ralf Sotscheck, dem Korrespondenten der taz für Irland und das Vereinigte Königreich, inspiriert wurde
- ein Friseur und sein schusseliger Auszubildender
- die Nordic Walker
- eine Familie mit zwei kleinen Kindern
- die Laubbläser
- die Kassiererinnen mit ihren Kunden
- die manchmal dümmliche, manchmal schlaue Kellnerin eines Cafés
- ein Fahrradfahrer mit einem Rennrad
- eine „gute“ Fee, die Wünsche anders als erwartet erfüllt und meistens unter Zeitdruck steht
- zwei Männer, die mit den Figuren Kasperle, Räuber, Wachtmeister und Krokodil Puppentheater spielen
- eine Mutter auf einem Fahrrad und ihr Sohn auf dem Kindersitz, der gerne für Schwierigkeiten mit anderen Verkehrsteilnehmern sorgt
- zwei sprechende Frösche, unter dem Titel Frog Up erschienen
- am 6. Januar regelmäßig die Heiligen Drei Könige, die stets Probleme haben, die Geschenke zu überbringen
- Klöpke, ein Familienvater, manchmal mit Doktortitel, auf den sich meist andere Figuren beziehen
- der "Doc", ein Allgemeinmediziner
- die Griller, oft Teilnehmer an einem Grillkurs
- der zynische Schüler Huschke
- Tom Spade, ein privater Ermittler
- die „Anonymen Hypochonder“